# Rennes-les-Bains
Rennes-les-Bains ist eine Gemeinde mit 224 Einwohnern (Stand 1. Januar 2022) mit keltischem/römischem Ursprung in Südfrankreich im Département Aude in der Region Okzitanien ca. 40 Kilometer südlich von Carcassonne und etwa zwölf Kilometer entfernt von dem Berg Pic de Bugarach. Bekannt ist es für seine vier Warmwasserquellen, derentwegen bereits die Römer ein Heilbad neben diesem Ort errichtet hatten. Das Gemeindegebiet ist Teil des Regionalen Naturparks Corbières-Fenouillèdes.
Rennes-les-Bains ist ein  Nachbarort von Rennes-le-Château. Nur ein Weg – heute eine kleine Straße – verbindet die beiden Ortschaften über den dazwischen liegenden Berg.
Der kleine Ort wird oft mit dem „Mysterium“ um Rennes-le-Château in Verbindung gebracht, da der dortige Pfarrer Henri Boudet (1872–1914) in Verbindung mit Bérenger Saunière, dem damaligen Pfarrer von Rennes-le-Château, gebracht wird. Ob diese zwei Kirchenmänner tatsächlich eine freundschaftliche Beziehung hatten, ist jedoch umstritten.
Boudet beschreibt in seinem Buch „la vraie langue celtique“ (1891) zwei keltische Steinkreise um Rennes-les-Bains herum, von denen Teile tatsächlich existieren.
Heute ist das Dörflein mit sehr wenigen Einwohnern ein Touristenpilgerort für Mysterienforscher, Vorpyrenäenliebhaber und Anhänger der New-Age-Bewegung.

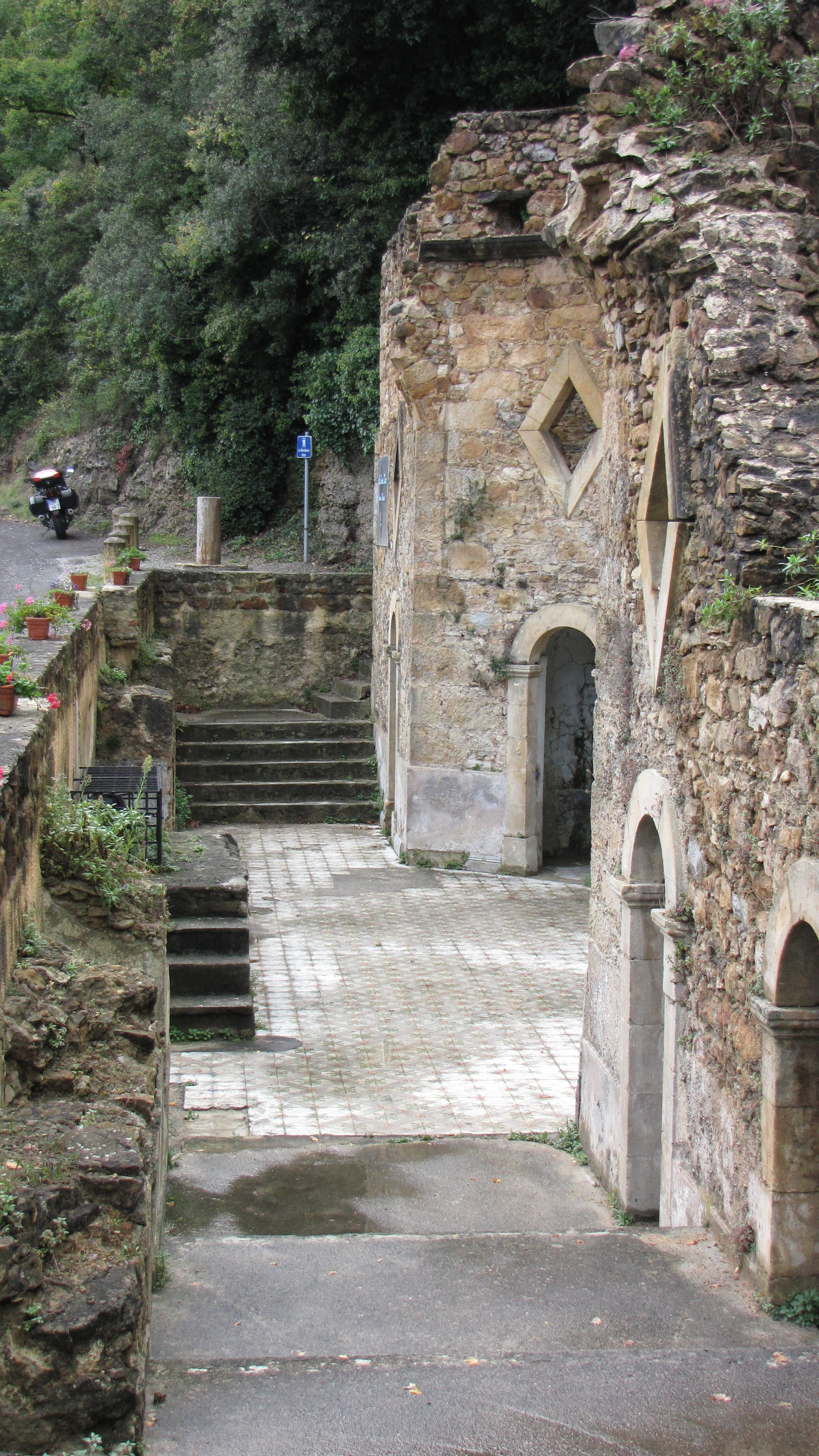
Römisches Heilbad bei Rennes-les-Bains

## Bevölkerungsentwicklung
| Jahr                       | 1962 | 1968 | 1975 | 1982 | 1990 | 1999 | 2007 | 2016 |
| Einwohner                  | 177  | 192  | 192  | 194  | 221  | 159  | 172  | 225  |
| Quellen: Cassini und INSEE |      |      |      |      |      |      |      |      |